# Para que no me olvides
Para que no me olvides es una película española dirigida por Patricia Ferreira.

## Argumento
Irene vive con su hijo, David, un estudiante de Arquitectura, y con su padre, Mateo. Irene, una mujer trabajadora a pesar de su trágica historia: Irene era casi una joven durante su niñez ella sufría lo que hoy se llama "bulin" por la falta de dinero posteriormente su mochila era una morraleta. Meses después perdió su casa a causa de un río toda su familia. David ha encontrado a Clara, o Clara lo ha encontrado a él, en el hipermercado cercano del que ella es cajera, y entre ellos ha surgido no sólo el amor sino también la comprensión, la complicidad. Hijo único de un matrimonio separado, David no puede evitar la hostilidad de su madre hacia una relación que ella cree que no le conviene, que pone en peligro su futuro personal y profesional. Irene se entrega a su labor de dirección de un grupo teatral de invidentes, pero en casa ve abrirse una falla que no sabe cómo superar. El engarce de todos ellos es Mateo, quizá por su edad, por su experiencia o su bonhomía. Se pensaría que está alejado del mundo, pero solo porque ese mundo es mucho más amplio de lo que parece y en él ocupa un lugar esencial la recuperación de la dignidad de aquellos que fueron pisoteados por una guerra infame y un régimen implacable. Esas son sus vidas, cercanas y reconocibles. Hasta que un día un hecho inesperado los pondrá decisivamente a prueba y tendrán que aprender a vivir de nuevo descubriendo cada uno de ellos lo que no sabía de los demás.

## Reparto
- Fernando Fernán Gómez ... Mateo
- Emma Vilarasau ... Irene
- Marta Etura ... Clara
- Roger Coma ... David Robles
- Víctor Mosqueira ... Antonio
- Mónica García ... Ana
- Marisa de Leza ... Leonor
- Joaquín Hinojosa ... Mauricio
- Ana Cuerdo ... Eva / Nina
- Manuel Feijóo ... Nacho
- Txema Blasco ... Julián
- Gonzalo Uriarte ... Ramiro
- Carlos Blanco ... Profesor
- Mercedes Castro ... Carmen
- Laura Heredero ... Mujer hospital
- Celso Bugallo ... Anciano
- Antonio Mourelos ... Médico urgencias
- Celia Bermejo ... Enfermera
- Miguel Zúñiga ... Andrés
- Jorge de Benito ... Rubén / Trepelev
- José Luis Agudo ... Ciro / Sorin
- Santi Ruiz ... Medvedenko
- Marta Aledo ... Chica hiper
- Manuel Brun
- Israel Frías ... Hombre hospital
- África Luca de Tena ... Compañera Nacho
- Omar Muñoz ... Niño 2
- José María Noci ... Frutero
- Lidia Palazuelos ... Arkadina

## Premios
XX edición de los Premios Goya
| Categoría                 | Persona        | Resultado |
| ------------------------- | -------------- | --------- |
| Mejor actriz              | Emma Vilarasau | Nominada  |
| Mejor actriz de reparto   | Marta Etura    | Nominada  |
| Mejor dirección artística | Félix Murcia   | Nominado  |

50.ª edición de los Premios Sant Jordi
| Categoría                         | Persona        | Resultado |
| --------------------------------- | -------------- | --------- |
| Mejor actriz en película española | Emma Vilarasau | Ganadora  |

## Producción y localización de rodaje
El guion es de la propia directora en colaboración con Virginia Yagüe, que ya trabajaron juntas en En el mundo a cada rato. 
Para que no me olvides se rodó a lo largo de ocho semanas en Madrid y La Coruña a partir de febrero de 2004.

## Estreno
Se presentó en el Festival de Cine de Berlín, donde Fernando Fernán Gómez fue homenajeado.